# Rudolf Soenning
Rudolf Soenning, född den 5 december 1904 i Memmingen, död 2 augusti 1980 i Memmingen, var en tysk bobåkare. Han deltog vid olympiska vinterspelen 1928 i Sankt Moritz och placerade sig på 18:e plats. Efter idrottskarriären arbetade han politiskt i partierna FDP och CSU.